# Khadija Salum Ally Al-Qassmy
Khadija Salum Ally Al-Qassmy (sinh ngày 5 tháng 4 năm 1958) là một thành viên của Quốc hội tại Quốc hội Tanzania. Cô là thành viên của đảng Mặt trận dân sự. Từ 1978-1990, cô là giáo viên của Bộ Giáo dục Zanzibar. Ngoài sự nghiệp chính trị, cô còn là một nữ doanh nhân tự làm chủ từ năm 1991.